# روتوایل (شهرستان)
روتوایل (به آلمانی: Landkreis Rottweil) یک شهرستان در آلمان است که در فرایبورگ واقع شده‌است. روتوایل ۱۴۱٬۰۷۳ نفر جمعیت دارد.